# Strategia energetica dell'Unione europea

Bandiera dell'Unione europea

L'articolo 194 del Trattato sul funzionamento dell'Unione europea pone le basi per una politica energetica europea fondata sul funzionamento del mercato dell'energia, sulla sicurezza dell'approvvigionamento energetico, sull'efficienza energetica, sul risparmio energetico, sulle energie rinnovabili e sull'interconnessione delle reti. Allo stesso tempo, riconosce che gli Stati membri sono liberi di scegliere le loro fonti di approvvigionamento e lo sfruttamento delle loro risorse.

## Storia
Il concetto di mercato dell'energia in Europa inizia con la Comunità europea del carbone e dell'acciaio (CECA), costituita nel 1951 con il Trattato di Parigi. Il passo successivo è stato nel 1957 con la firma del Trattato di Roma, che stabiliva la libera circolazione delle merci, e la costituzione della Comunità europea dell'energia atomica (Euratom).
Nel 1967, con l'entrata in vigore del Trattato di fusione, ha iniziato l'attività del Commissario europeo per l'energia.
Per realizzare l’obiettivo di tutela ambientale, tra la fine del XX secolo e il nuovo millennio, si sono susseguiti, a livello europeo (ma anche a livello nazionale e internazionale), diversi interventi legislativi e accordi in materia. Tra questi, fondamentale importanza rivestono:
- La direttiva 2001/77/CE[2] del 27 settembre 2001, sulla promozione dell'energia elettrica prodotta da fonti di energia rinnovabili[N 1] nel mercato interno dell'elettricità, che enuncia gli obiettivi in percentuale che i Paesi europei avrebbero dovuto raggiungere entro l’anno 2011 sul consumo totale previsto.

In particolare, l’Italia nel 2010 avrebbe dovuto produrre il 25% di elettricità derivante da fonti rinnovabili rispetto al consumo finale lordo di energia, tuttavia la quota raggiunta fu invece del 20,1%.
- La decisione 2002/358/CE con la quale l'UE e i suoi Stati membri, si sono dati un obiettivo ancora più ambizioso rispetto al protocollo di Kyoto, impegnandosi a ottenere una riduzione dell'8% complessiva per l'UE, ripartita in obiettivi nazionali. Una "ripartizione degli oneri" commisurati alla ricchezza relativa di ciascun paese all'epoca.
- Il Pacchetto Clima-Energia “Piano 20-20-20”, entrato in vigore nel giugno 2009 e pensato per il periodo successivo alla scadenza del Protocollo di Kyoto (ovvero dal 2013). Con tale pacchetto, entro il 2020, l’Europa intendeva raggiungere tre obiettivi: ridurre le emissioni di gas serra del 20% rispetto al 1990, alzare al 20% la quota di energia prodotta da fonti rinnovabili e portare al 20% il risparmio energetico.

Tra i principali strumenti legislativi europei per l'attuazione del pacchetto Clima-Energia ricordiamo la direttiva 2009/28/CE e la direttiva 2009/29/CE, entrambe del 23 aprile 2009. La prima promuove l’uso dell’energia da fonti rinnovabili (ed ha abrogato la direttiva 2001/77/CE) prevedendo misure necessarie a ridurre le emissioni di gas serra tenendo così fede al protocollo di Kyoto e agli ulteriori impegni assunti a livello comunitario e internazionale per la riduzione di tali emissioni oltre il 2012. Secondo tale direttiva inoltre, ogni Stato membro avrebbe dovuto preparare entro il 30 giugno 2010 un primo Piano di Azione Nazionale (PAN) contenente gli obiettivi nazionali per la quota di energia da fonti rinnovabili consumata nel settore dell’elettricità, del riscaldamento e raffreddamento nonché dei trasporti, in linea con gli obiettivi della Comunità al 2020 e le misure volte a conseguire tali obiettivi. La seconda direttiva invece prevede la riduzione delle emissioni di gas ad effetto serra e regola in forma armonizzata le emissioni dei settori energivori, stabilendo un obiettivo di riduzione complessivo per tutti gli impianti vincolati dalla normativa del -21% al 2020 e -43% al 2030 sui livelli del 2005.
Il pacchetto “Clean energy for all europeans”, adottato il 30 novembre 2016 e avente l’obiettivo per il 2030 di mantenere l’UE quale leader globale nelle fonti energetiche rinnovabili, con una quota di almeno il 32%, e di ridurre le emissioni  di gas serra  del 40% rispetto alle soglie del 1990. Le proposte legislative del pacchetto "Energia pulita per tutti gli europei" riguardano cinque dimensioni fondamentali:
1. la sicurezza energetica[N 3];
2. l'assetto del mercato dell'energia elettrica;
3. l'efficienza energetica[N 4];
4. il processo di decarbonizzazione e le energie rinnovabili;
5. le azioni di governance per l'Unione dell'energia, volte ad accelerare l'innovazione dell'energia pulita, a favorire le ristrutturazioni edilizie in Europa e a incoraggiare gli investimenti pubblici e privati (ricerca, innovazione e competitività).

Tra i provvedimenti attuativi del pacchetto, comunemente noto come “Energy Winter Package”, ricordiamo:
- La direttiva (UE) 2018/844 del 30 maggio 2018 sul rendimento energetico degli edifici che modifica la Direttiva 2010/31/UE e la Direttiva 2012/27/UE;
- La direttiva (UE) 2018/2001 del 11 dicembre 2018 sulla promozione delle fonti energetiche rinnovabili. Ai sensi dell'articolo 194, paragrafo 1, del trattato sul funzionamento dell'Unione europea (TFUE), la promozione delle forme di energia da fonti rinnovabili rappresenta uno degli obiettivi della politica energetica dell'Unione. Il maggiore ricorso all'energia rinnovabile costituisce una parte importante del pacchetto di misure necessarie per ridurre le emissioni di gas a effetto serra e per rispettare, da una parte, gli impegni dell'Unione nel quadro dell'accordo di Parigi del 2015 sui cambiamenti climatici e, dall’altra, l'obiettivo vincolante dell'Unione di ridurre le emissioni di almeno il 40% rispetto ai livelli del 1990 entro il 2030 e di impiegare energie rinnovabili per almeno il 32% dei consumi energetici finali[N 5];
- Il Regolamento (UE) 2018/842 adottato il 30 maggio 2018, che stabilisce gli obblighi degli Stati membri relativi ai rispettivi contributi minimi per il periodo 2021-2030 ai fini del raggiungimento dell’obiettivo dell’Unione di ridurre al 2030 le proprie emissioni di gas a effetto serra del 30% rispetto al 2005. Il Regolamento si applica alle emissioni di gas a effetto serra delle categorie di fonti IPCC «energia», «processi industriali e uso dei prodotti», «agricoltura» e «rifiuti» determinate ai sensi del regolamento (UE) n. 525/2013, fatta eccezione per le emissioni di gas a effetto serra risultanti dalle attività di cui all’allegato I della direttiva 2003/87/CE e non si applica alle emissioni e agli assorbimenti di gas a effetto serra disciplinati dal regolamento (UE) 2018/841e risultanti dall’uso del suolo, dal cambiamento di uso del suolo e dalla silvicoltura;
- Il Regolamento (UE) 2018/1999 dell’11 dicembre 2018 sulla governance dell’Unione dell’energia e dell’azione per il clima. Tale Regolamento ha previsto il Piano nazionale integrato per l’energia e per il clima c.d. PNIEC, per il decennio 2021-2030, attraverso cui i 27 Stati membri, al fine di contribuire al raggiungimento degli obiettivi comuni e dare attuazione all’Accordo di Parigi, traducono l’obiettivo complessivo comunitario del 20% in obiettivi e politiche nazionali coerenti.

Il piano nazionale per l'energia e il clima in cui sono rappresentati gli obiettivi dell’Italia da raggiungere entro il 2030, è stato adottato a gennaio 2020 dal Ministero dello sviluppo economico, dal Ministero dell’Ambiente e dal Ministero delle Infrastrutture e dei Trasporti e contiene misure di sostegno per il settore elettrico, per il settore termico e per il settore dei trasporti.
Il Green Deal europeo, comunicato dalla Commissione europea (COM(2019) 640) l’11 dicembre 2019, al Parlamento europeo, al Consiglio europeo, al Comitato economico e sociale europeo e al Comitato europeo delle regioni, ha riformulato su nuove basi l'impegno ad affrontare i problemi legati al clima e all'ambiente e permetterà di accelerare e sostenere la transizione energetica necessaria in tutti i settori e di promuovere un’economia circolare e pulita.
Le prime iniziative del Green Deal europeo comprendono:
- la legge europea sul clima COM(2020) 80, con l'obiettivo della neutralità climatica entro il 2050, presentata a marzo 2020 dalla Commissione ed andando in tal modo al di là degli impegni assunti con l'Accordo di Parigi;
- il patto europeo per il clima per coinvolgere i cittadini e tutte le parti della società nell'azione per il clima;
- il piano degli obiettivi climatici 2030: primo passo della legge sul clima, ovvero ridurre le emissioni nette di gas serra di almeno il 55% entro il 2030 rispetto ai livelli del 1990, che richiederebbe una quota di rinnovabili del 38-40% nell'UE entro il 2030 (pacchetto Fit for 55).

Il 18 maggio 2022, in risposta all'invasione russa dell'Ucraina, la Commissione europea ha presentato il piano REPowerEU per «porre fine alla dipendenza dell'Unione europea dai combustibili fossili della Russia [...] e affrontare la crisi climatica».

## Infrastruttura energetica
L'Unione europea aspira a creare una rete strategica di produzione, trasmissione e stoccaggio di energia che sia moderna, si integri col mercato dell'energia e contribuisca al raggiungimento degli obiettivi climatici Europa 2020.
Il 19 ottobre 2011, la commissione europea ha approvato la regolamentazione per le linee guida di una infrastruttura di reti energetiche trans-europee, identificando 12 corridoi prioritari per il trasporto di elettricità, gas e petrolio.

## Priorità
Le priorità di azione si orientano verso una soluzione dei problemi dovuti a strozzature, in particolare quelle transfrontaliere, congestione e collegamenti mancanti.

### Esplicative
1. ↑  Le fonti rinnovabili si differenziano dalle fonti energetiche fossili (carbone, petrolio, gas), perché sono sorgenti di energia inesauribili e sono definite dall’art. 2, 1° comma, lettera a) della direttiva 2001/77/CE come «le fonti energetiche rinnovabili non fossili (eolica, fotovoltaica, geotermica, del moto ondoso, maremotrice, idraulica, biomasse, gas di discarica, gas residuati dai processi di depurazione e biogas)».
2. ↑  I settori energivori rappresentano il 45% delle emissioni UE.
3. ↑  La sicurezza energetica è tradizionalmente intesa come «disponibilità di energia in ogni momento nelle varie forme richieste, in quantità sufficienti, a prezzi sostenibili». Definizione tratta da United Nations, World Energy Assessment, New York, Development Program, 2000. https://sustainabledevelopment.un.org/content/documents/2423World_Energy_Assessment_2000.pdf
4. ↑  L’efficienza energetica è intesa come «la capacità di un sistema di ottenere un determinato risultato, con un minore consumo di energia, rispetto ad altri analoghi sistemi». Definizione tratta dall’art. 2 Direttiva 25 ottobre 2012, n. 27. https://eur-lex.europa.eu/legal-content/IT/TXT/PDF/?uri=CELEX:32012L0027&from=EN
5. ↑  Gli Stati membri provvedono collettivamente a far sì che la quota di energia da fonti rinnovabili nel consumo finale lordo di energia dell'Unione nel 2030 sia almeno pari al 32%, posto che l’Unione che può intervenire in base al principio di sussidiarietà sancito dall'articolo 5 del trattato sull'Unione europea.

### Fonti
1. ↑   Articolo 194, in Gazzetta ufficiale dell'Unione europea, n. 202, 7 giugno 2016.
2. ↑   Direttiva 2001/77/CE, su eur-lex.europa.eu.
3. ↑   Rapporto Statistico FER 2017 (PDF), su gse.it,  p. 22.
4. ↑   Comunicato stampa, REPowerEU: un piano per ridurre rapidamente la dipendenza dai combustibili fossili russi e accelerare la transizione verde, su Commissione europea, Bruxelles, 18 maggio 2022.
5. ↑   Energy infrastructure priorities for 2020 and beyond, su ec.europa.eu.